# Hispano flamenco

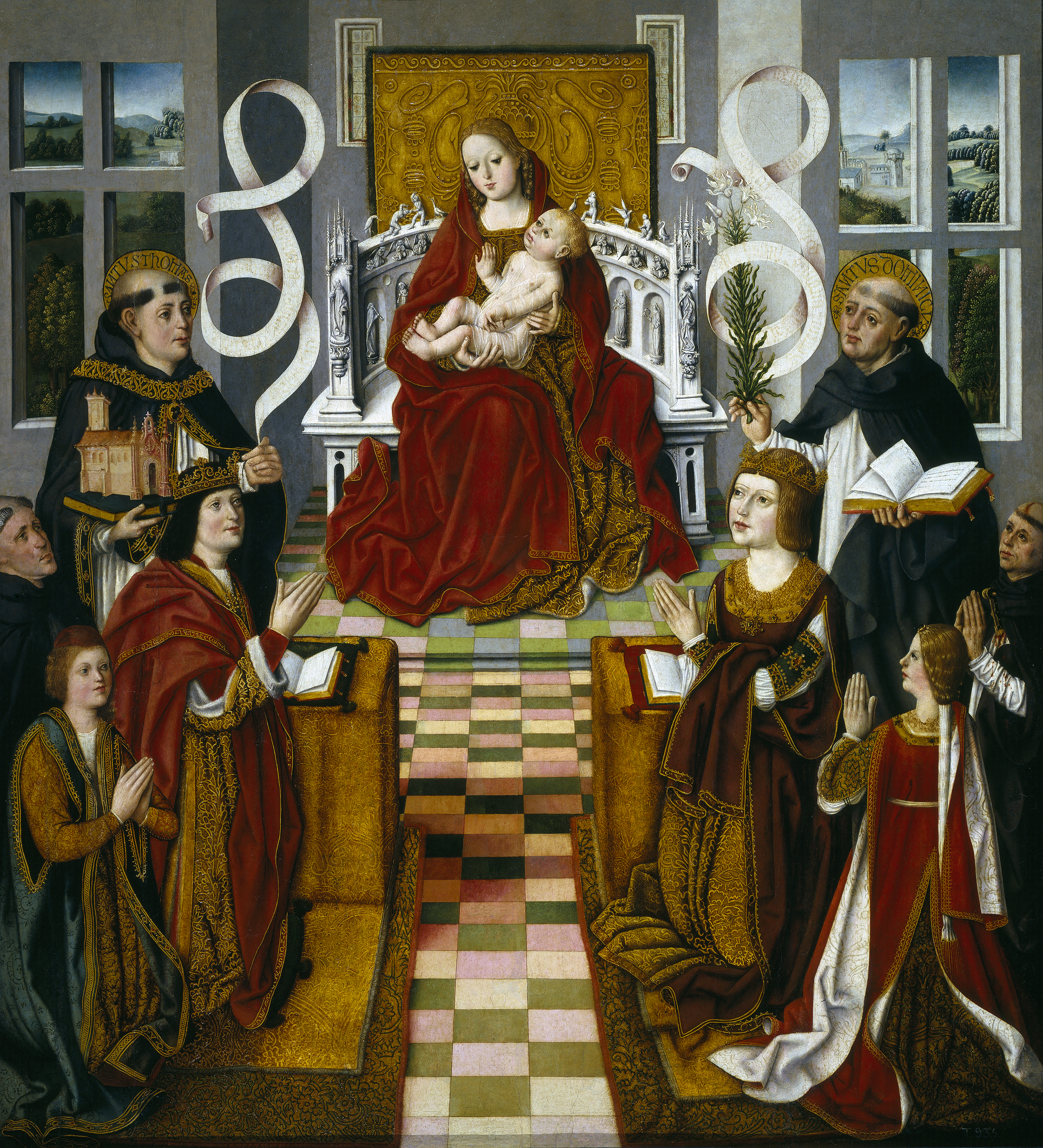
Virgen de los Reyes Católicos, de maestro anónimo, 1490.

Hispano flamenco es un término con el que la historiografía designa la estrecha relación entre la cultura y el arte del espacio conocido impropiamente como Flandes (en realidad el Estado borgoñón) y la Monarquía Hispánica de la época de los Reyes Católicos (1469-1516), aunque realmente la relación se produjo especialmente con la Corona de Castilla y se extendió durante todo el Antiguo Régimen.
La relación tenía una fuerte base política, social y económica, que se remontaba al menos hasta el siglo XIV, cuando la crisis bajomedieval, la guerra de los cien años y la apertura de las rutas marítimas abrieron un periodo histórico caracterizado por el predominio de la lana castellana (propiedad de la alta nobleza y las instituciones eclesiásticas que controlaban la Mesta) en el mercado textil de las pujantes ciudades burguesas de Flandes, en perjuicio de la lana inglesa. No es casual que la red de enlaces debidos a la diplomacia matrimonial diera como resultado que la casa de Habsburgo terminara gobernando ambos territorios.
No solo los tapices flamencos llegaron por los puertos cantábricos a España, sino también la pintura de los llamados primitivos flamencos. En general se produjo un predominio del gusto flamenco frente al gusto italiano que a su vez llegaba por los puertos mediterráneos de la Corona de Aragón, más conectada con la Italia de la época, en plena explosión estética del Renacimiento.

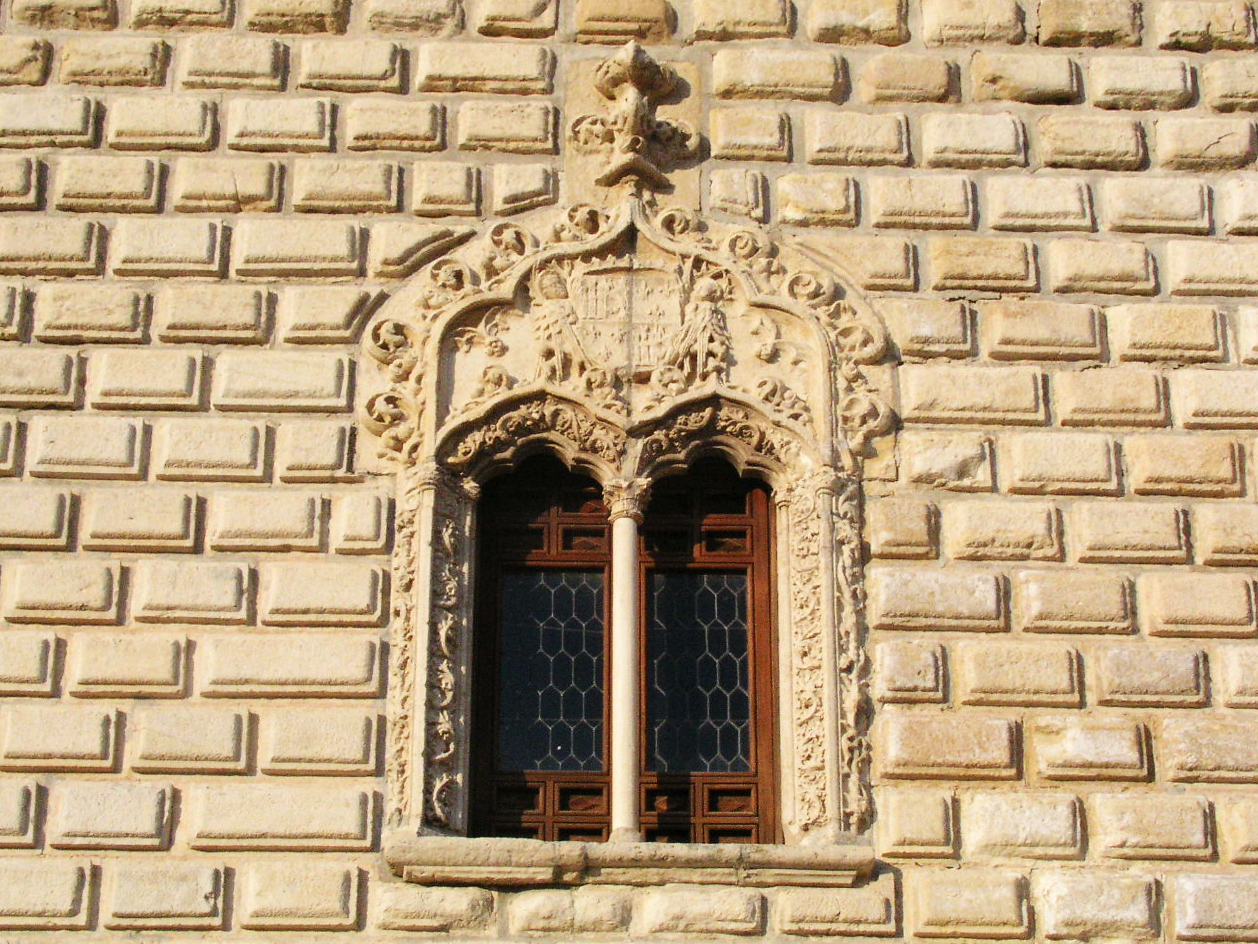
Ventana del Palacio de Cogolludo (1492-1502).

## Arquitectura hispano flamenca
Frente a las formas clásicas del renacimiento italiano, la arquitectura del denominado gótico hispano flamenco o gótico isabelino es una evolución de las formas del gótico final, además de presentar características locales que se pueden atribuir a la pervivencia del arte mudéjar.
No obstante, también se usa la denominación renacimiento hispano flamenco, dado que tanto el foco italiano como el flamenco, especialmente en pintura, son coprotagonistas de la revolución artística del siglo XV.
A las pervivencias del gótico clásico (francés) y a las adiciones del gótico nórdico, la arquitectura hispano-flamenca añade estructuralmente algunas, aunque escasas, novedades, como la variedad en el empleo de bóvedas y arcos, donde se recreó la habilidad técnica de los canteros-entalladores en estrecha coordinación con los arquitectos; a lo que se sumaba un rico repertorio decorativo ecléctico con origen en lo mudéjar, lo flamenco y lo germano.
Los dos focos castellanos desde donde maestros catedralicios de origen nórdico difundirán nuevas escuelas de cantería fueron Toledo (Hanequin de Bruselas y Juan Guas) y Burgos (hermanos Colonia -Francisco de Colonia y Simón de Colonia, hijos de Juan de Colonia-). También en el reino de Valencia (Enrique Alemán, Juan de Valenciennes y Raulines Vauster, a los que hay que sumar la personalidad local de Guillén Sagrera). Otras presencias foráneas en puntos como Barcelona, Lérida, Oviedo, León o Sevilla, fueron más efímeras. Entre los arquitectos locales (algunos provenientes de familias nórdicas) destacaron los Egas, los Siloé, Juan de Rasines o Juan Gil de Hontañón.

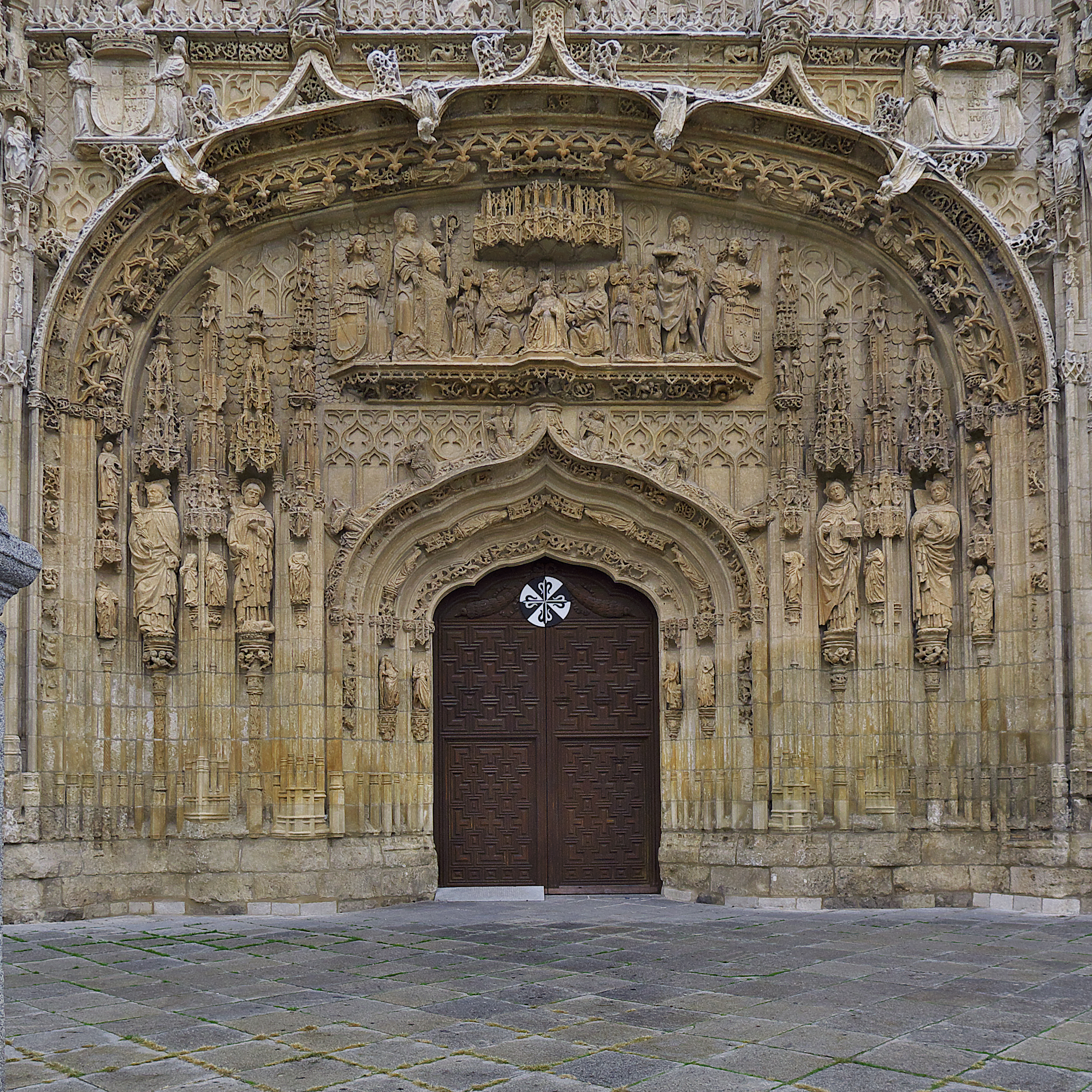
Portada de la Iglesia de San Pablo, Valladolid. Simón de Colonia
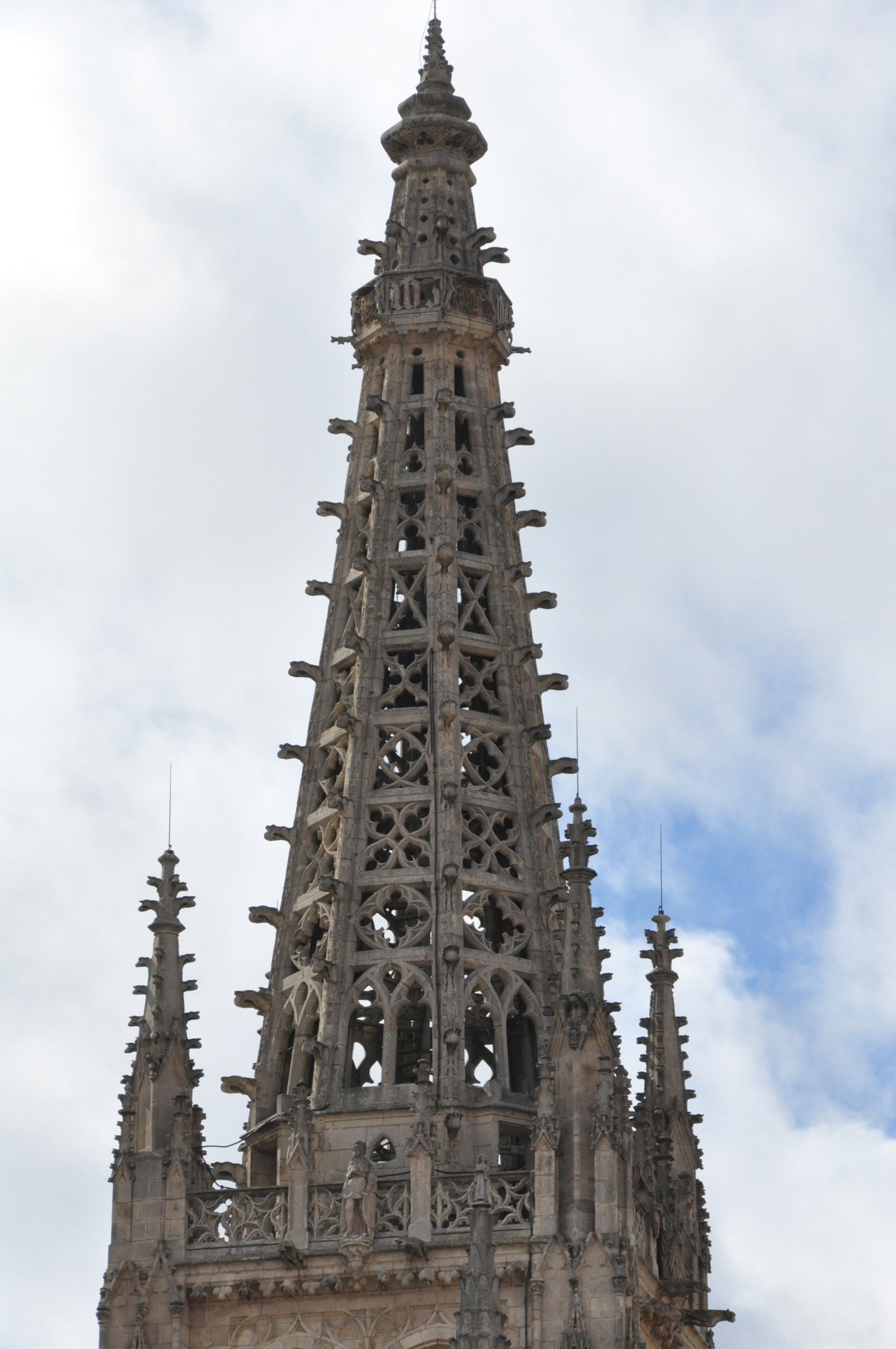
Aguja de una de las torres de la Catedral de Burgos, de Juan de Colonia.
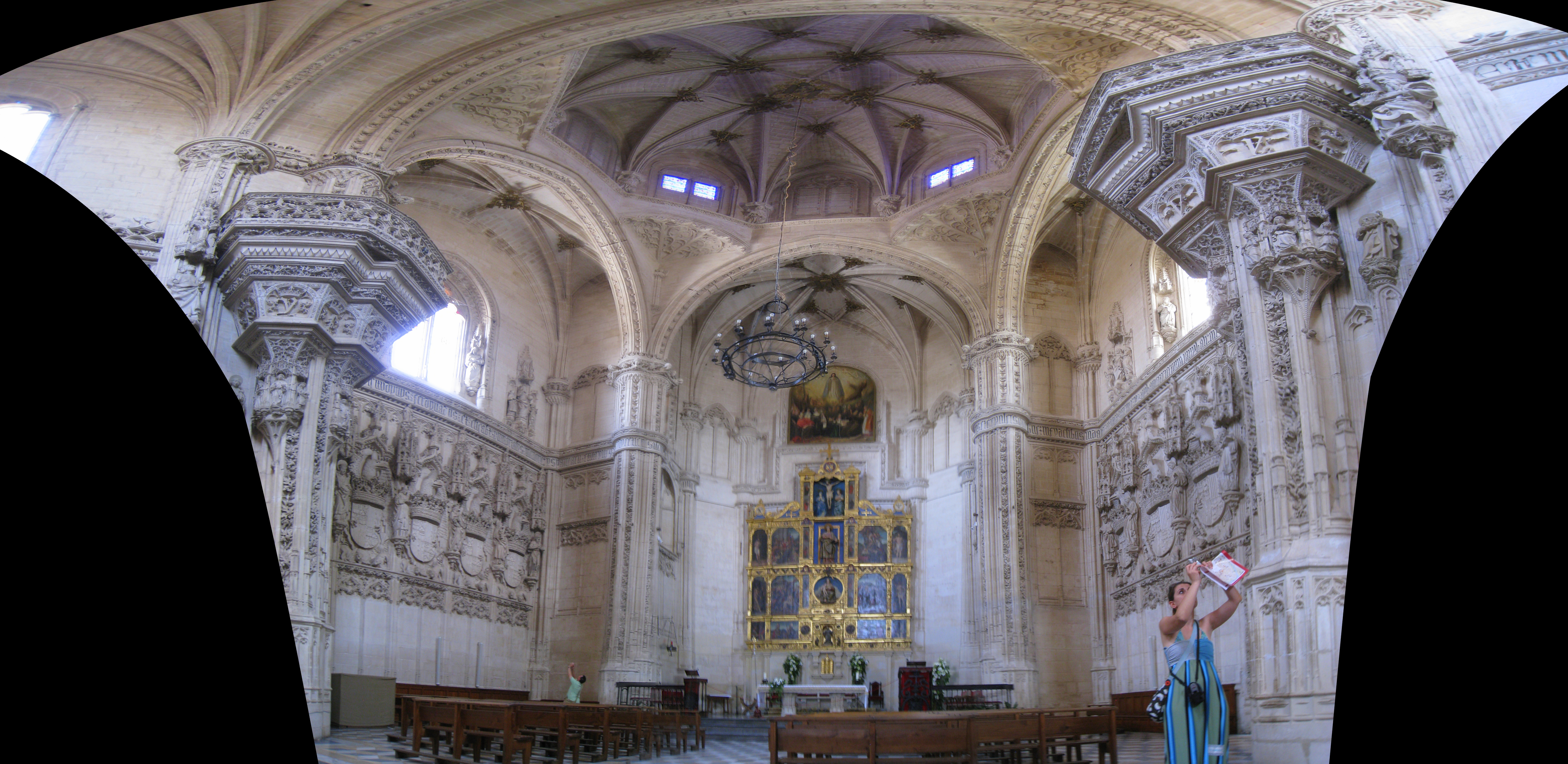
Interior de San Juan de los Reyes de Toledo, de Juan Guas.
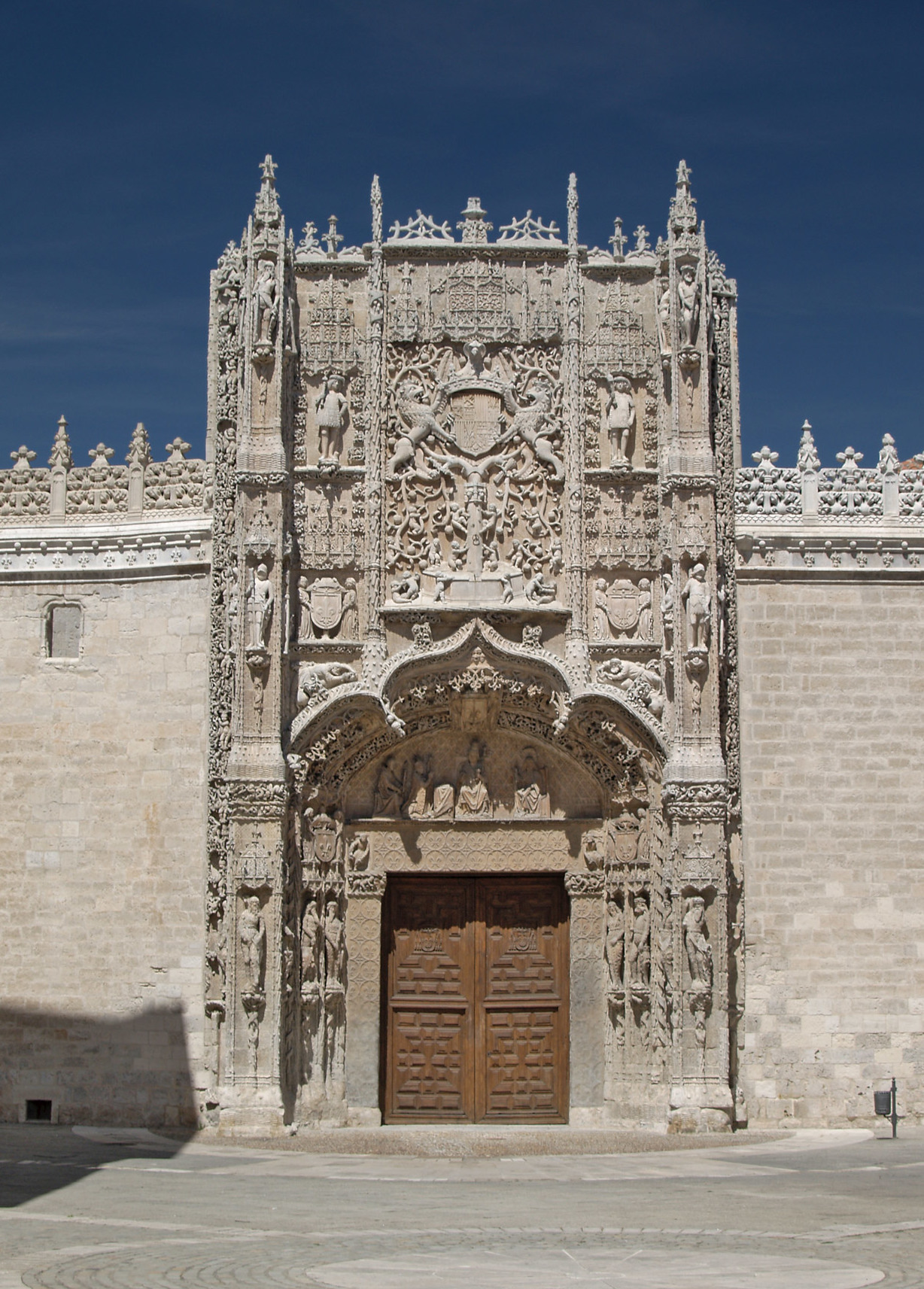
Fachada del Colegio de San Gregorio de Valladolid, del taller de Gil de Siloé.
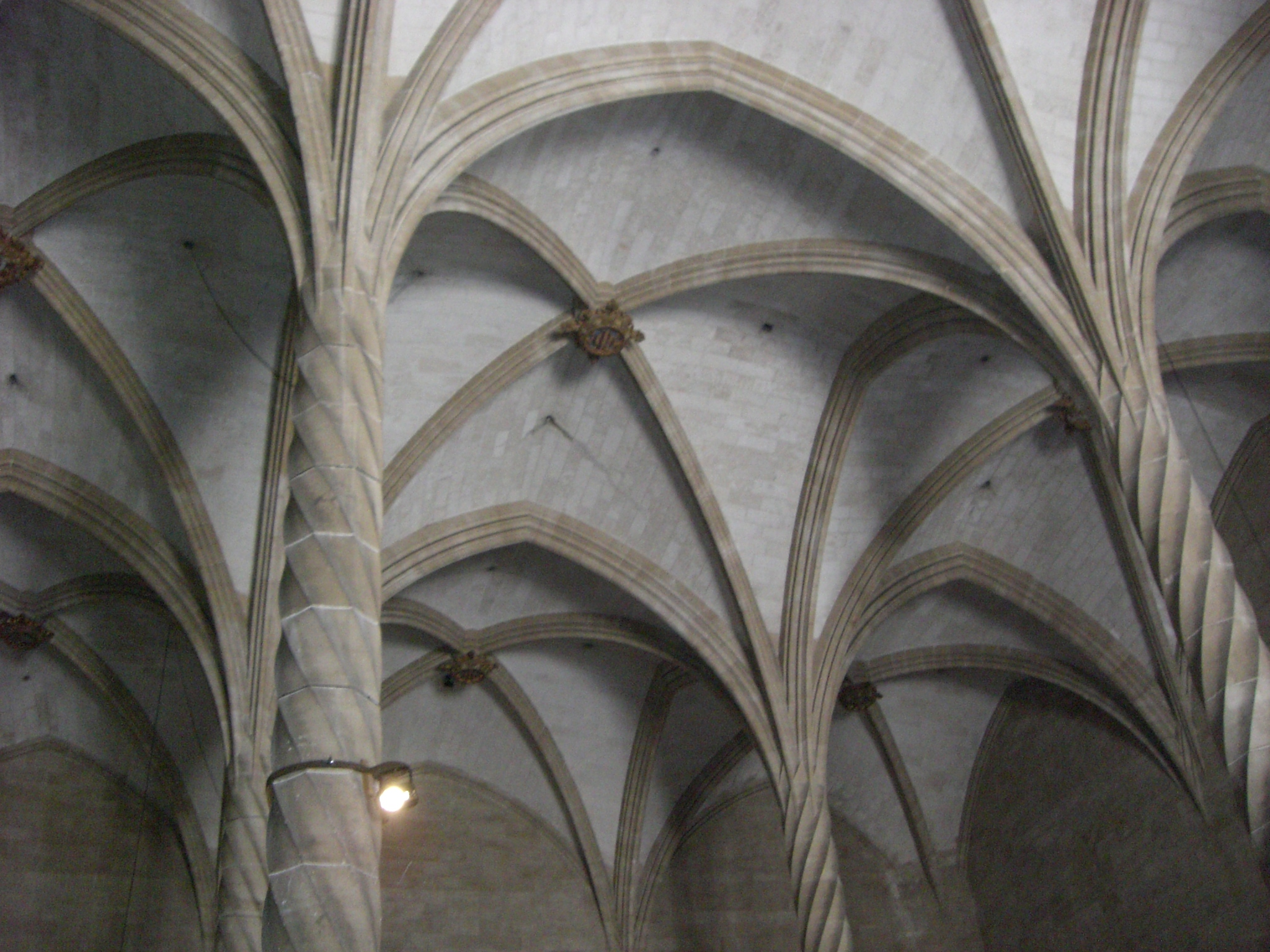
Bóveda de la Lonja de Palma de Mallorca, de Guillem Sagrera.
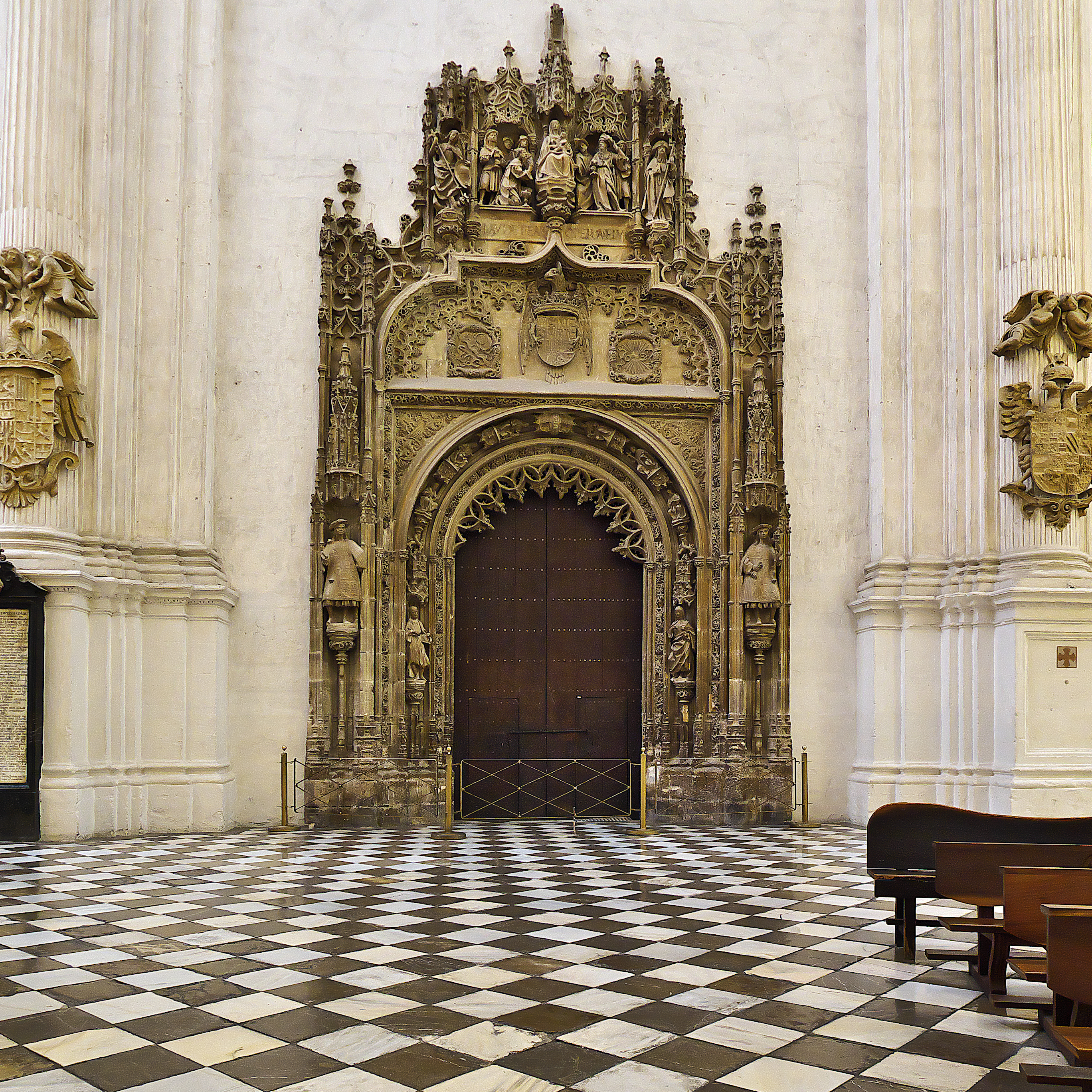
Capilla Real de Granada. Enrique Egas

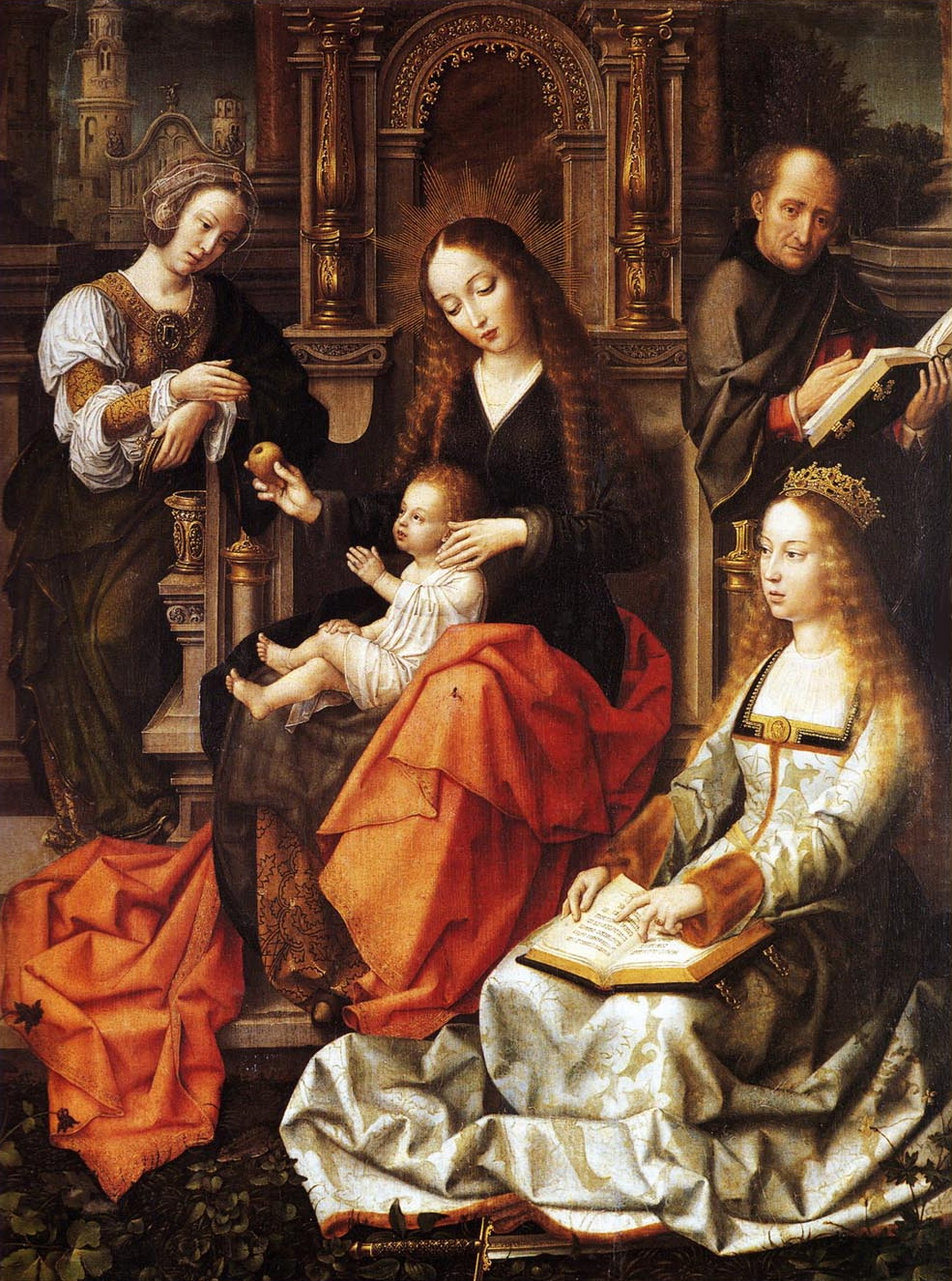
Virgen de la mosca de la Colegiata de Toro, atribuida a distintos autores hispanoflamencos (Michel Sittow, Fernando Gallego, Maestro de Segovia y Maestro de la Santa Sangre), datada entre 1518 y 1525.

## Pintura hispano flamenca
En pintura, tras el estilo elegante y refinado denominado gótico internacional, que también proviene de la influencia francesa y flamenca (Nicolás Florentino y Nicolás Francés en Castilla, Lluís Borrasà y Pere Nicolau en Aragón), el estilo hispanoflamenco se caracteriza por un gran realismo y la profusión de detalles, permitidos por la nueva técnica del óleo. Los colores son vivos, los trazos vigorosos, los fondos dorados (en ocasiones junto con el pastillaje -modelado de joyas o guirnaldas en yeso recubierto de pan de oro- y cartelas identificativas en letra gótica), y las escenas y expresiones de intenso dramatismo. Se introducen paisajes y arquitecturas, aunque sin una utilización lineal de la perspectiva en la determinación de las proporciones. Es característica una representación almidonada, artificial o plegada del ropaje ("paños quebrados"), que hay quien atribuye no solo a cuestiones estéticas, sino al reflejo de las características comerciales de la relación entre ambos espacios.

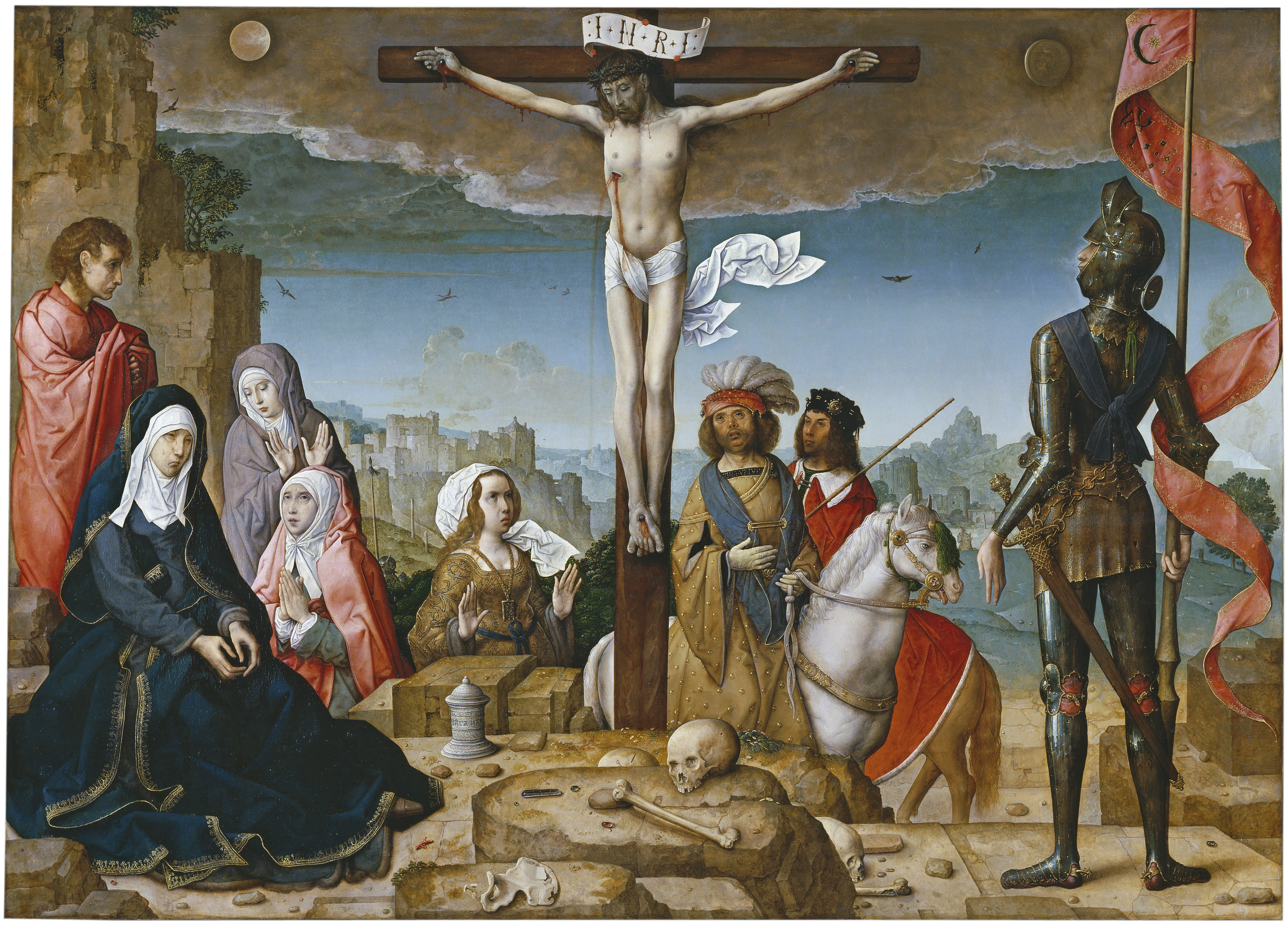
Crucifixión, de Juan de Flandes, 1509.

Juan de Flandes y Michael Sittow fueron los principales pintores de corte de Isabel la Católica (retablo de Isabel la Católica); y hubo otros como Juan de Borgoña abierto a las fórmulas renacentistas italianas. Entre los pintores locales identificados con la escuela hispano flamenca están los castellanos Diego de la Cruz, Fernando Gallego o Juan de Nalda (y otros de nombre desconocido, como el Maestro de Los Balbases, el Maestro de Sinobas -o Maestro de Sinovas-, el Maestro de Portillo, el Maestro del Salomón de Frómista, el Maestro de la Visitación de Palencia o el Maestro de los Luna). El estilo puede verse también en los pintores de la corona de Aragón (Bartolomé Bermejo, Jaime Huguet, Luis Dalmau, Jacomart), o en los del reino de Portugal (Nuno Gonçalves). También ocurrió que pintores castellanos reflejaron la influencia italiana, como Pedro Berruguete, quien no obstante, a su vuelta a España utilizó las convenciones del estilo hispano-flamenco que el gusto de su clientela prefería.

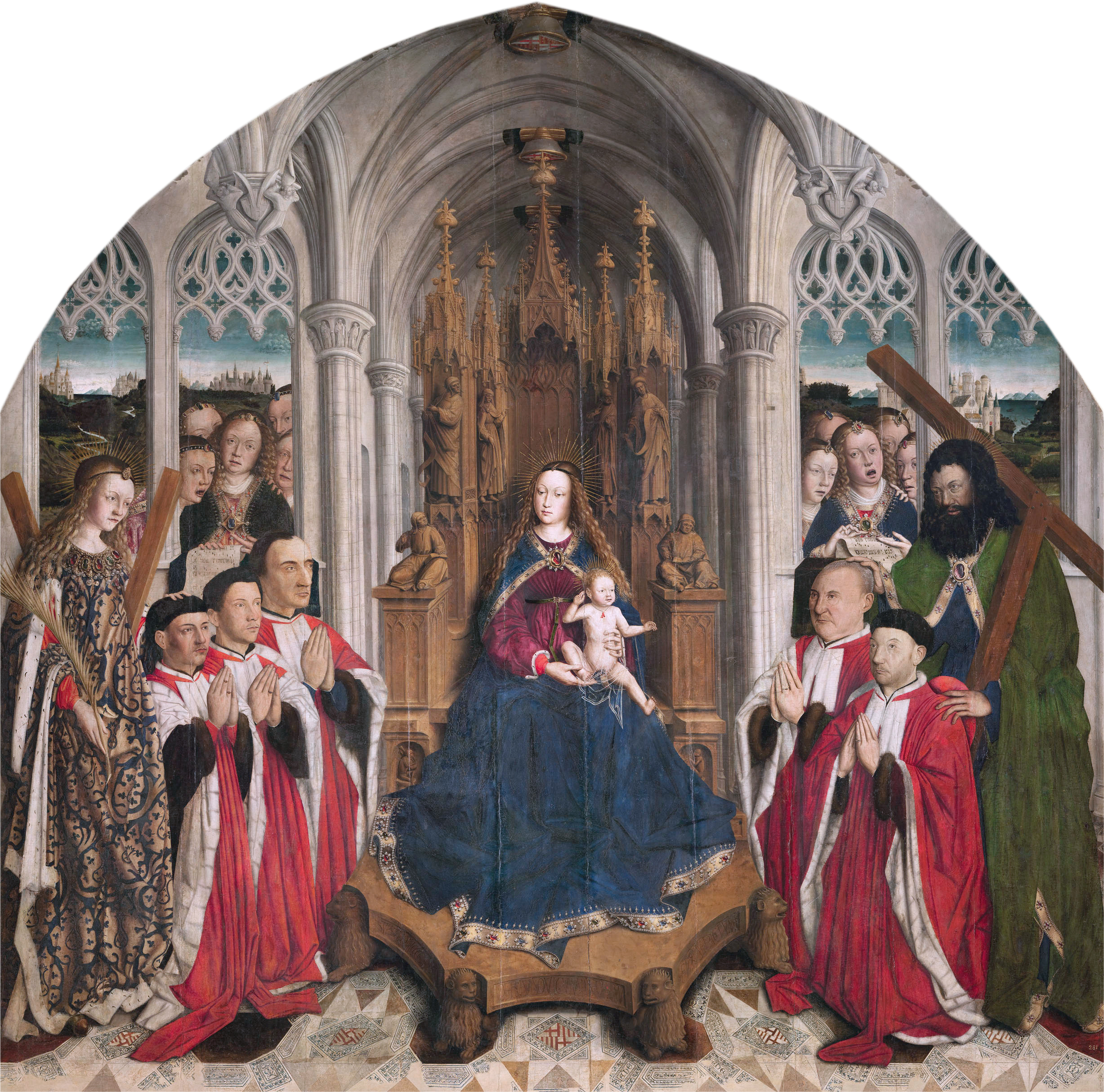
Virgen de los "Consellers", de Luis Dalmau, 1443-1445.
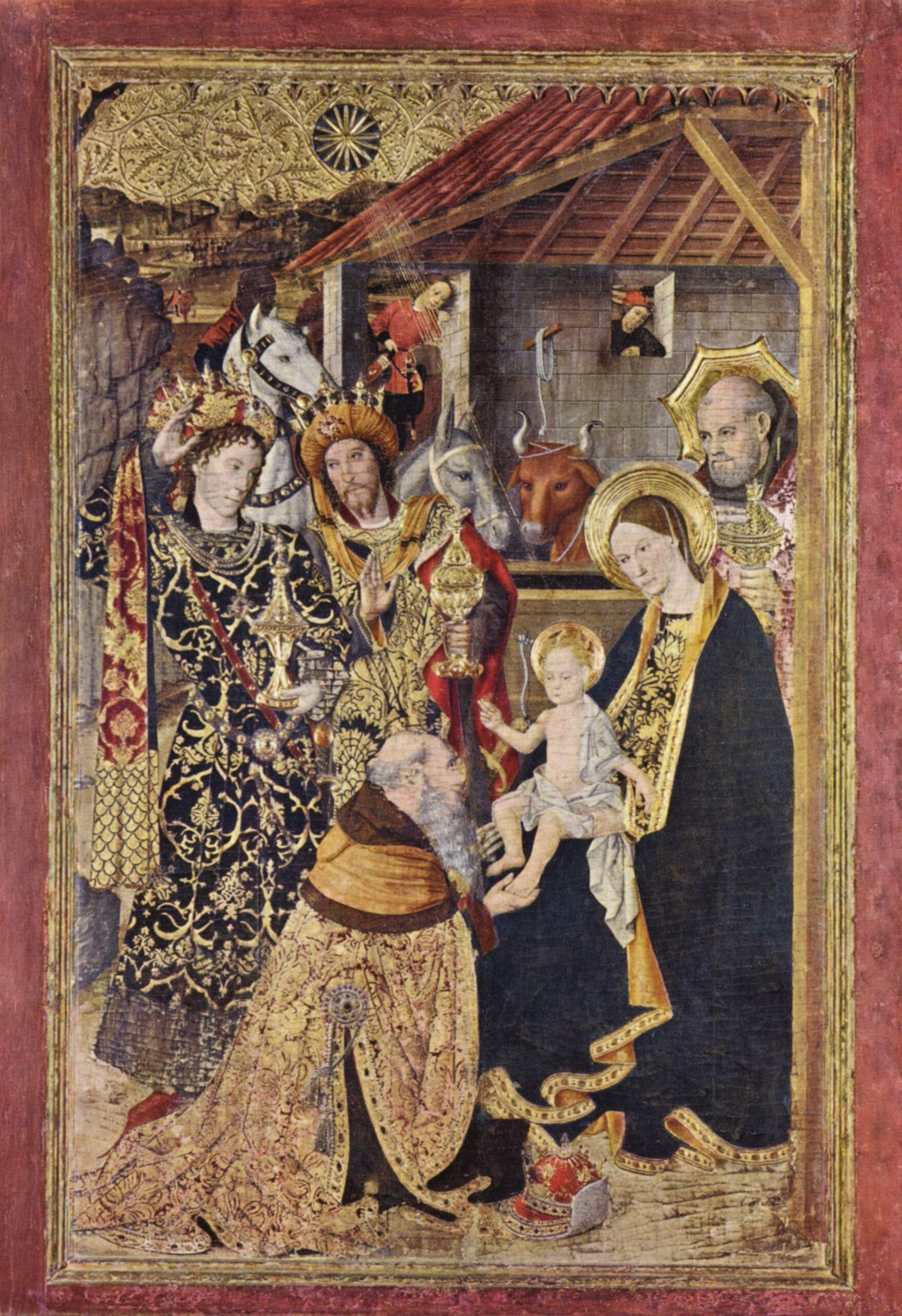
Retablo del Condestable, de Jaume Huguet, 1465.
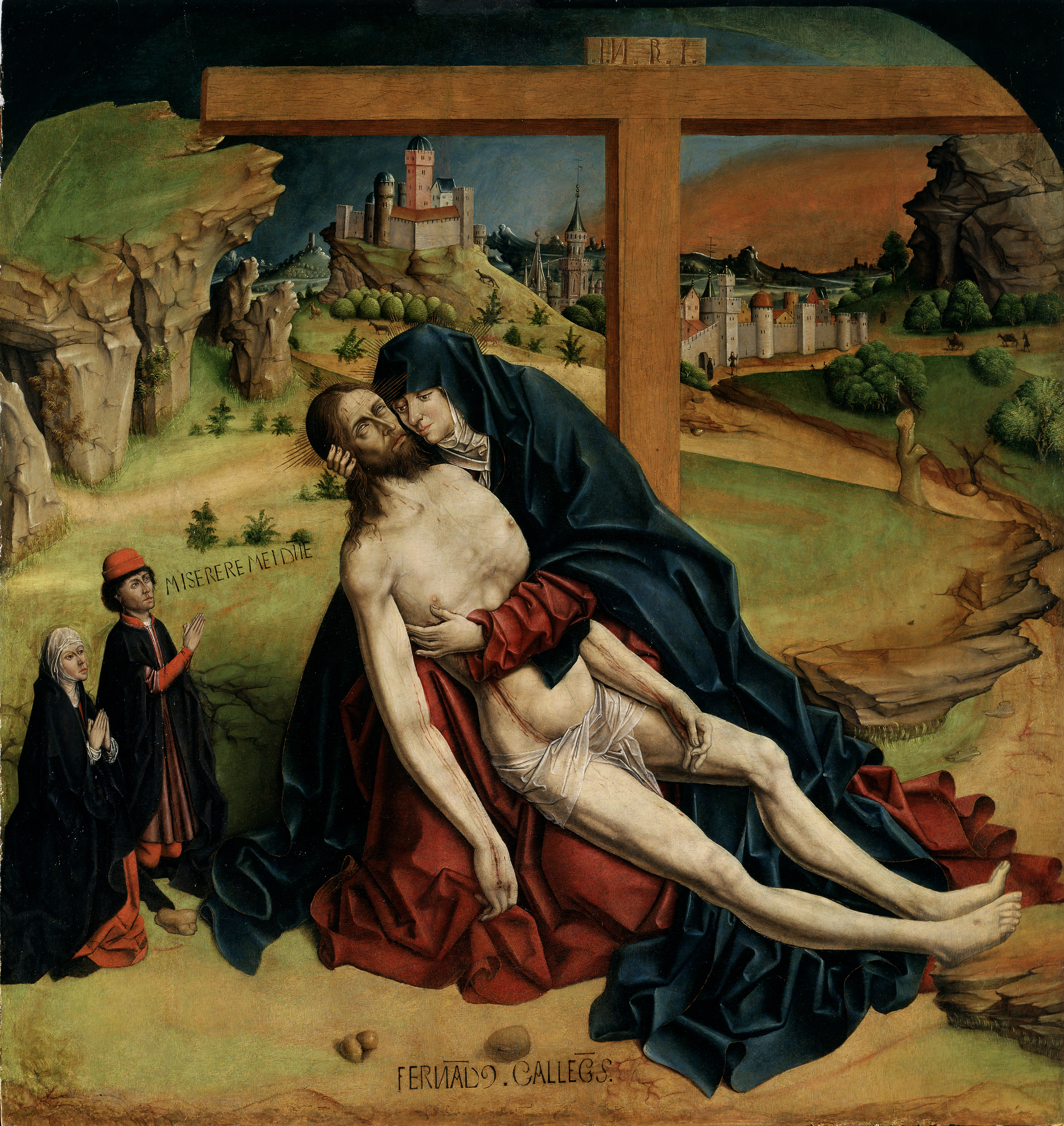
Piedad, de Fernando Gallego, c. 1470.
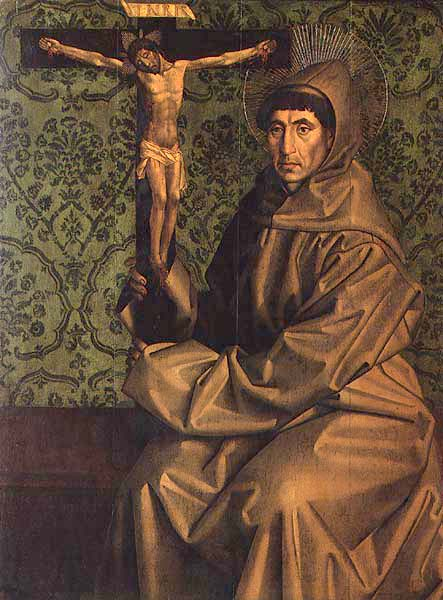
San Francisco, de Nuno Gonçalves (activo entre 1460 y 1490).
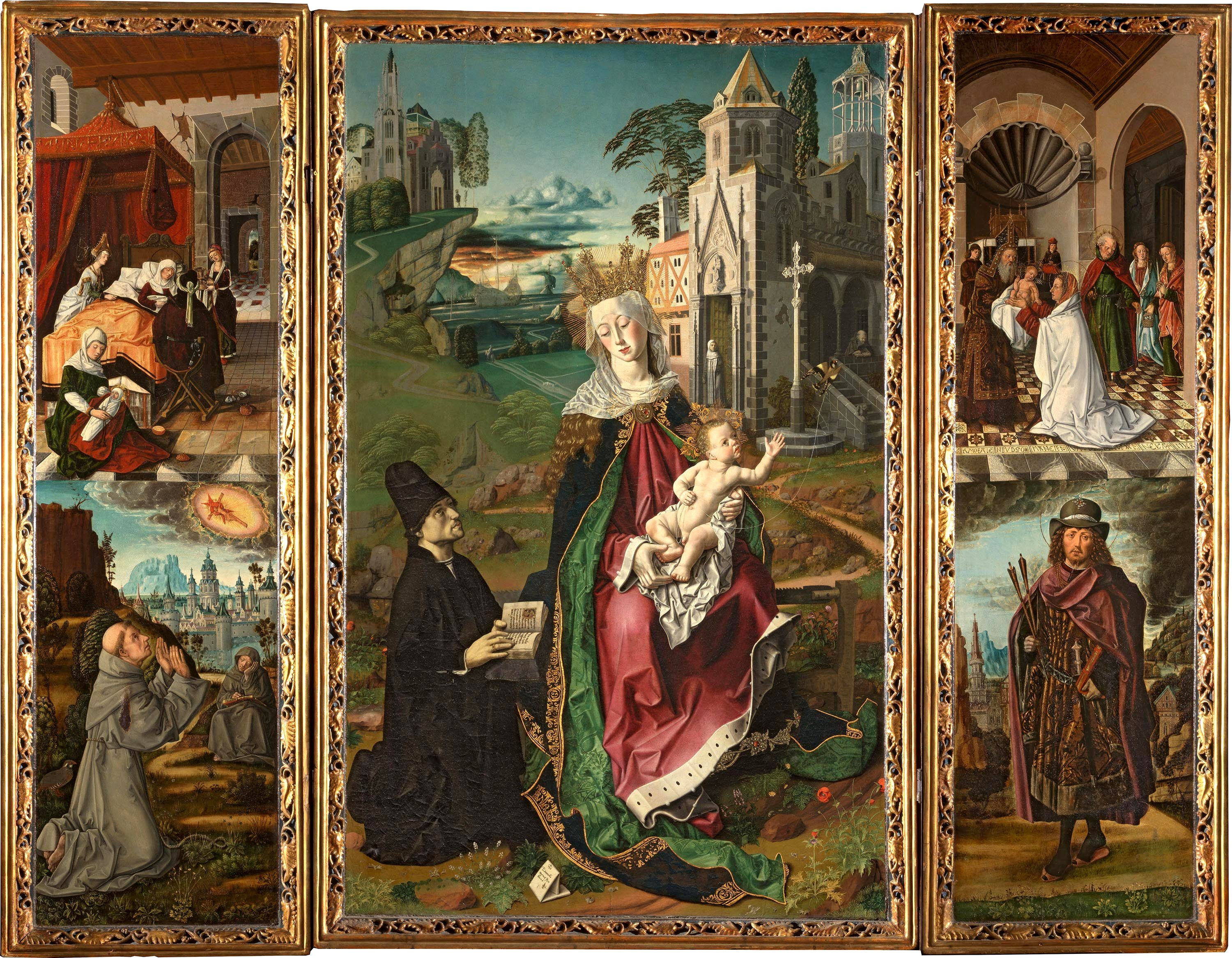
Retablo de la Virgen de Montserrat, de Bartolomé Bermejo, 1485.
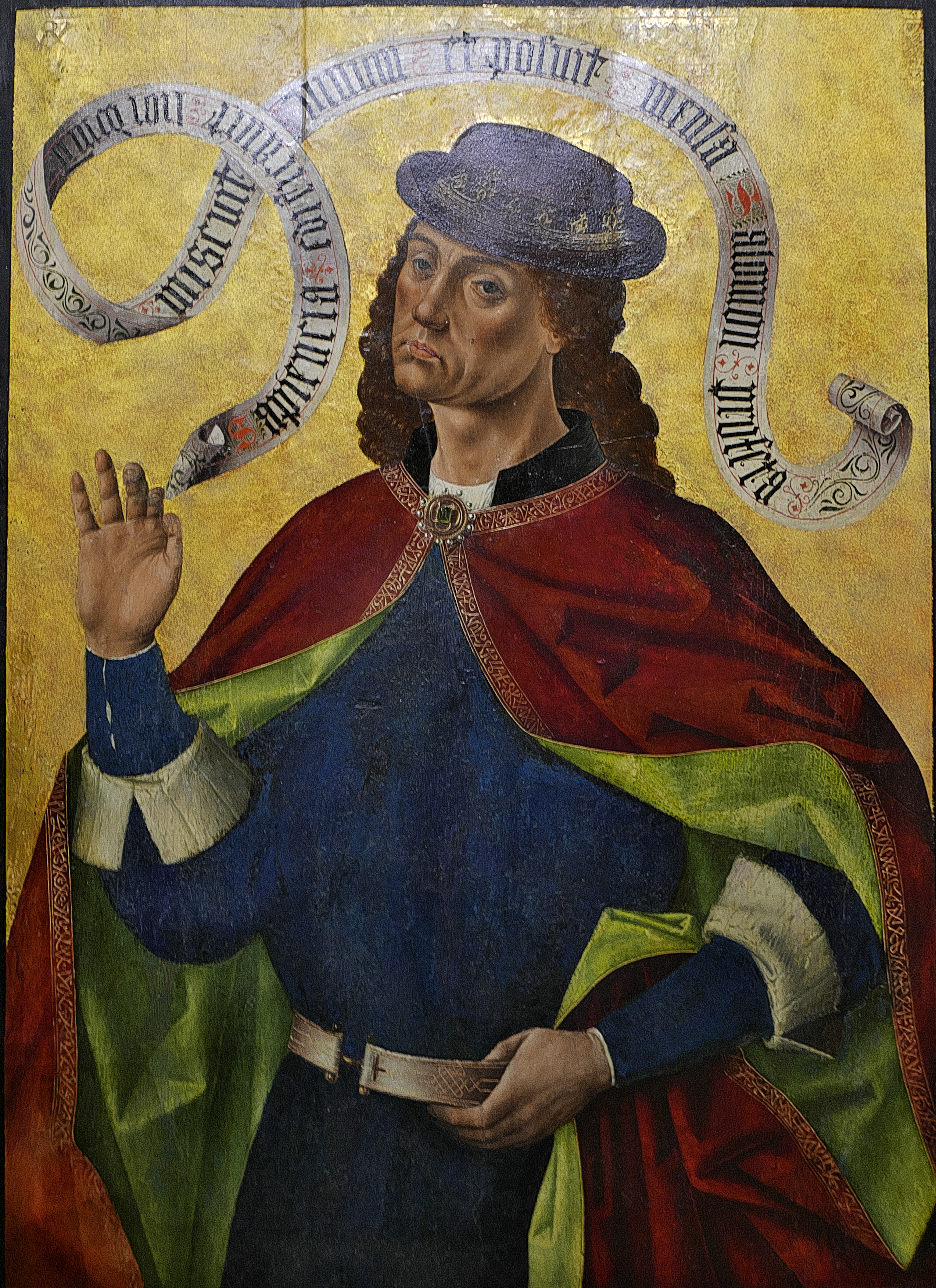
Salomón, del Maestro del Salomón de Frómista, ca. 1485.
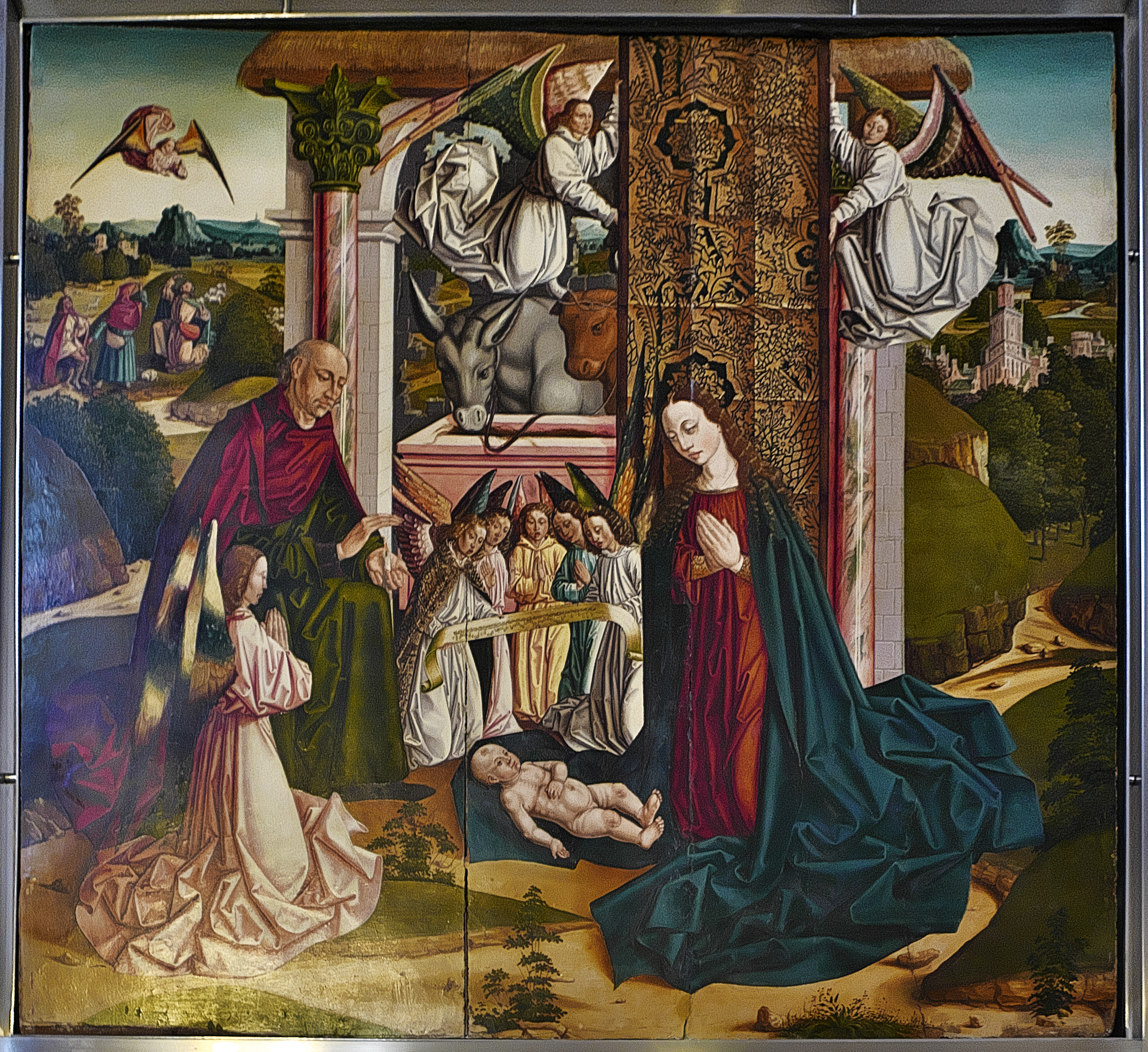
Nacimiento de Cristo, del Maestro de los Balbases, 1495-1496.
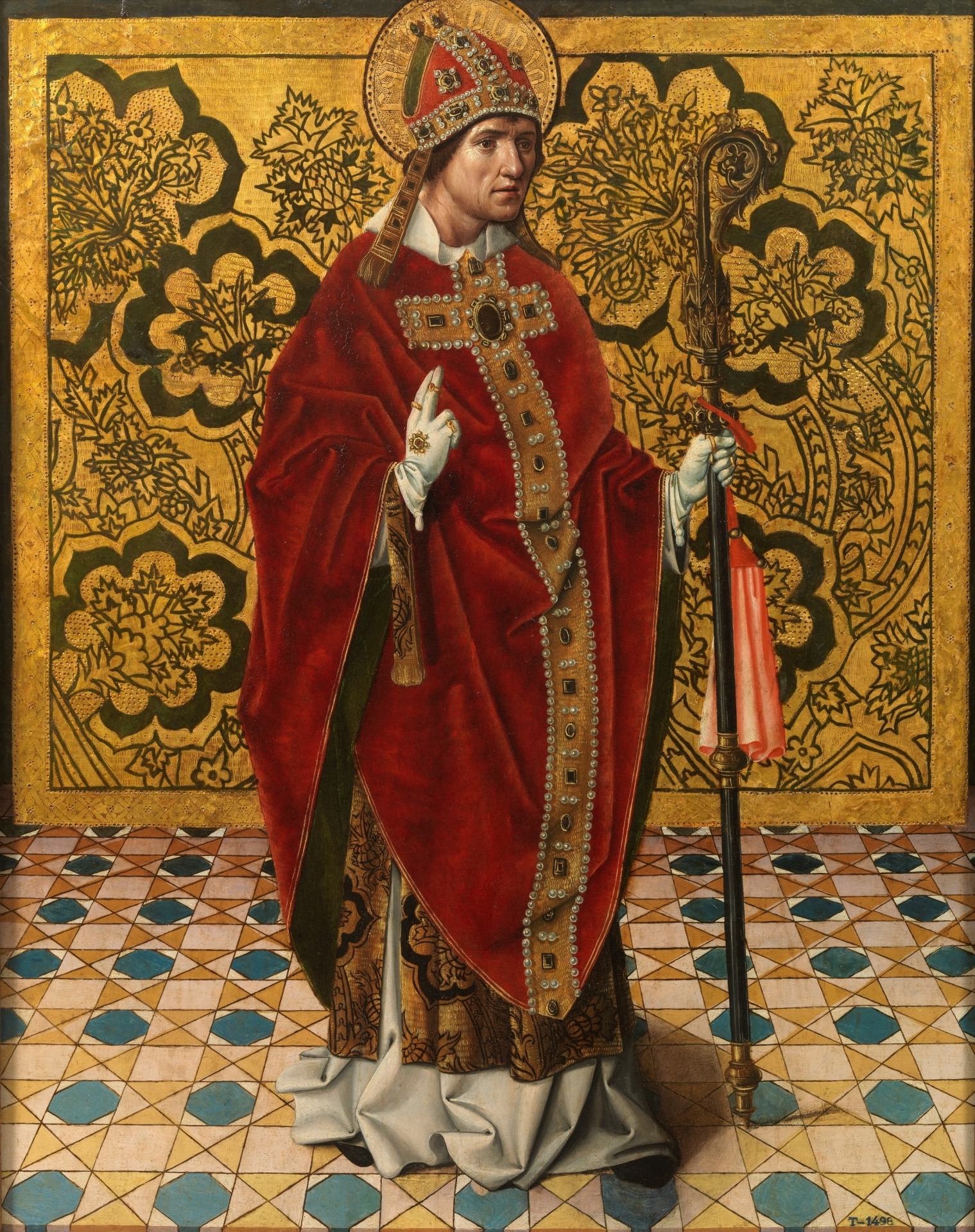
San Gregorio, de Juan de Nalda, ca. 1500.

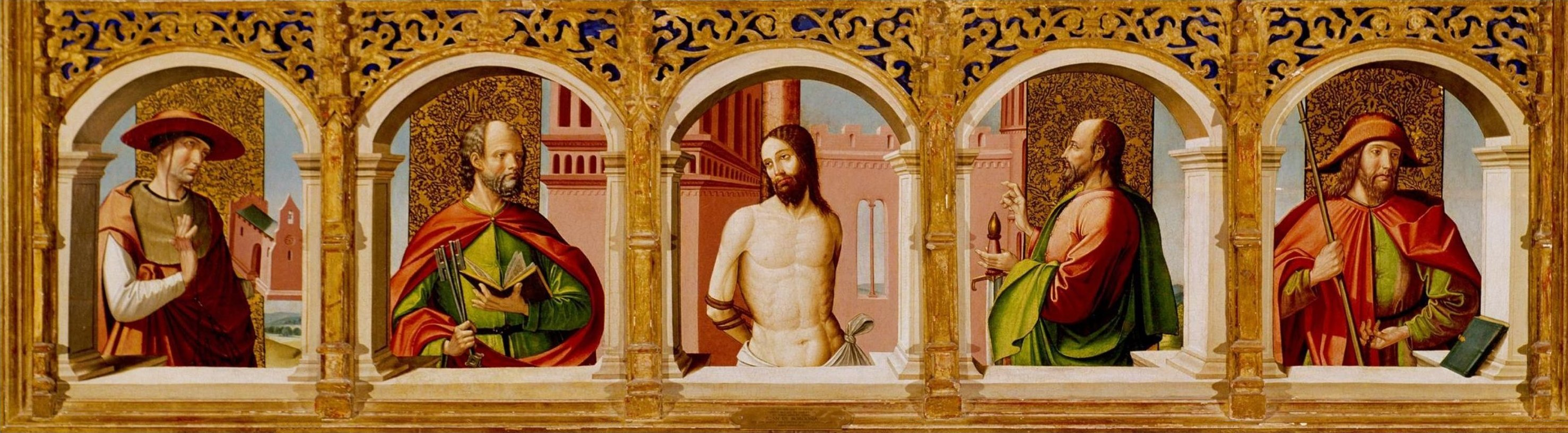
Cristo en la columna con cuatro santos, atribuido a Juan de Borgoña, h. 1500-1510.

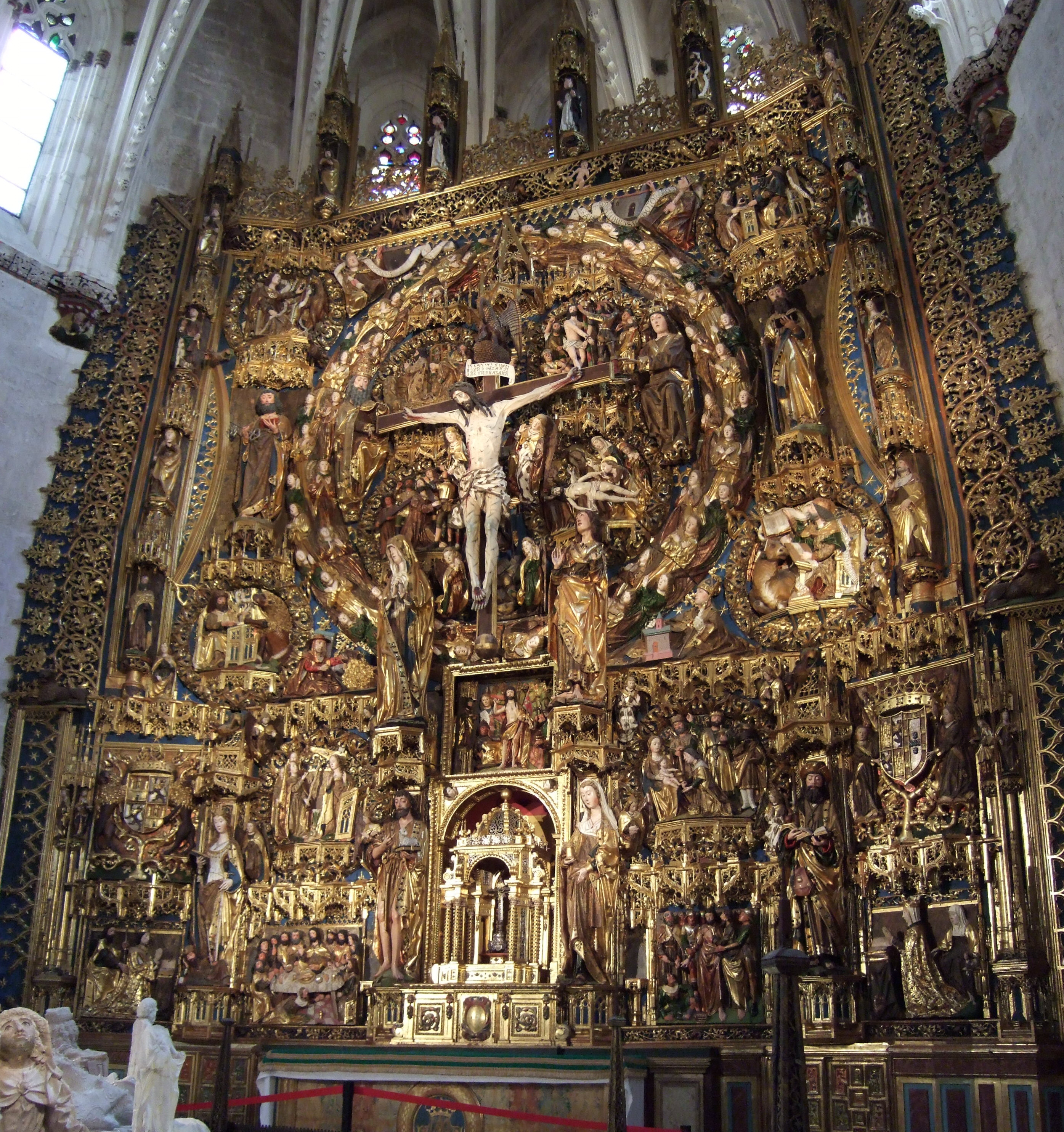
Retablo mayor de la Cartuja de Miraflores, edificio de Juan de Colonia y Simón de Colonia (1454-1484). La talla en madera es de Gil de Siloé, y el policromado y dorado de Diego de la Cruz (1496-1499). Los sepulcros en piedra son también obra de Gil de Siloé (1489-1493).

## Escultura hispano flamenca
En escultura, fue característica la presencia de maestros del norte de Europa (no solo flamenco-borgoñones, sino también alemanes -Rodrigo Alemán, los Colonia-) que establecieron sus talleres en Castilla y formaron escuelas locales de las que salieron maestros castellanos que evolucionaron hacia la escultura renacentista, como los Egas, Juan Guas, Sebastián de Almonacid, Felipe Bigarny o Gil de Siloé. También los maestros de la corona de Aragón desarrollaron en el siglo XV un estilo que presenta influencia flamenca, a pesar de los mayores contactos con Italia (Jaime Cascalls, Pere Johan, Guillem Sagrera). En Navarra fue muy importante la actividad de Janin Lomme de Tournai.

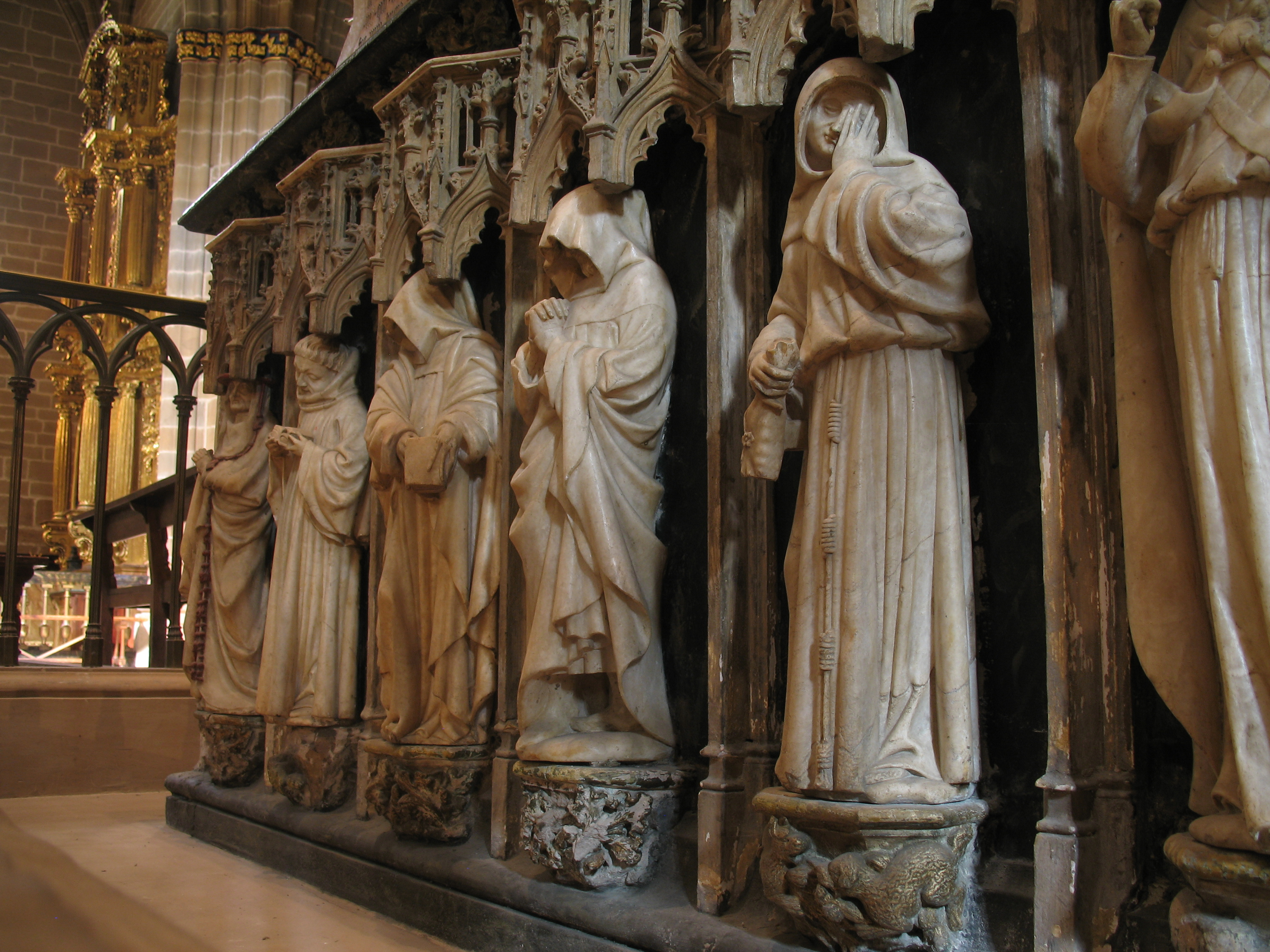
Plorantes del sepulcro de Carlos III el Noble en la catedral de Pamplona, de Janin Lomme (1419).
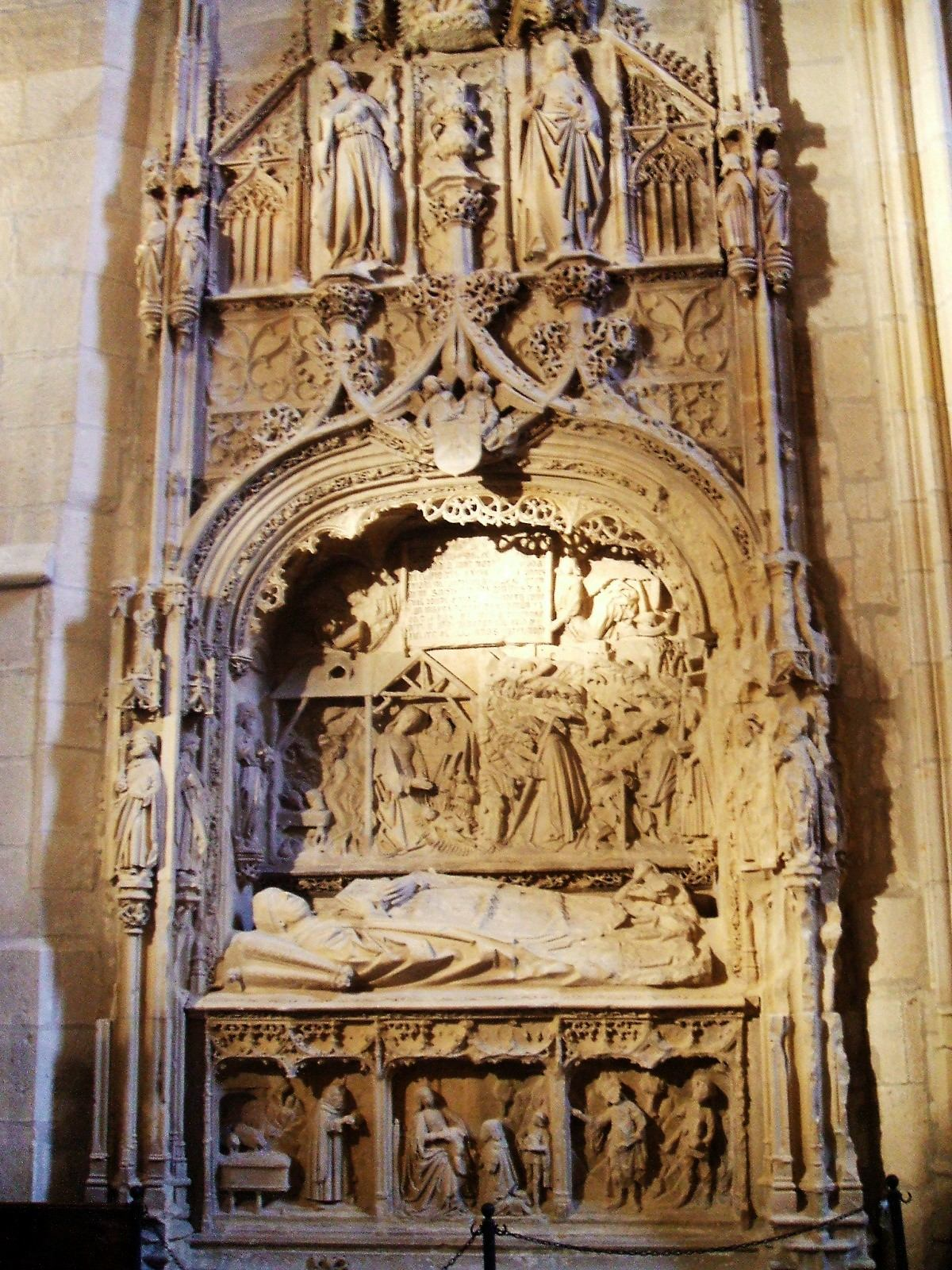
Sepulcro del arcediano Fernando Díaz de Fuentepelayo, de Gil de Siloé y Simón de Colonia (ca. 1492).
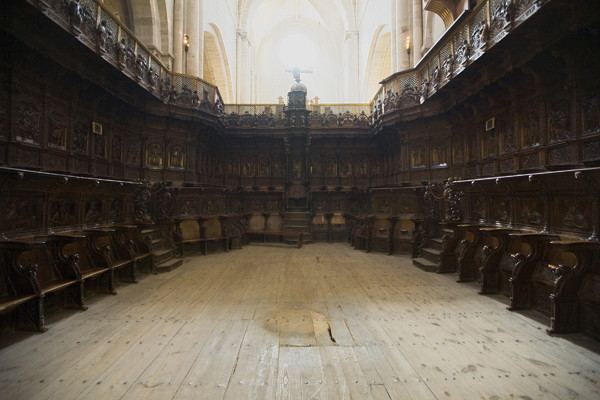
Sillería del coro de la Catedral de Santo Domingo de la Calzada, de Guillén de Holanda, Andrés de Nájera (relacionado con Simón de Colonia, fue maestre de esta sillería en 1521-1526) y Natuera Borgoñón.